# David Burke
Pour les articles homonymes, voir David Burke (homonymie) et Burke.
David Burke, né le 25 mai 1934 à Liverpool, est un acteur britannique.
Comédien shakespearien, il est essentiellement connu pour son interprétation en 1984 du docteur John Watson, pour la première saison de la série Sherlock Holmes aux côtés de Jeremy Brett.

## Biographie
Burke naît le 25 mai 1934 à Liverpool, en Angleterre, il se découvre des talents de comédien durant ses études, dans une troupe amateure de l'université d'Oxford. Il suit alors une formation à la Royal Academy of Dramatic Art.
Acteur shakespearien, il travaille quelques années pour la compagnie du Royal National Theatre de Londres puis pour quatre saisons au sein de la compagnie du Royal Lyceum Theatre à Édimbourg, où il a interprète plusieurs rôles majeurs comme ceux d'Othello et de Macbeth, ou encore celui d'Astroy dans Oncle Vania. Dans les années 1960, Burke multiplie également les apparitions télévisées à succès pour plusieurs productions shakespeariennes de la BBC et y obtient des rôles principaux dans The Woodlanders, The Indian Tales of Rudyard Kipling et Crimes of Passion, tandis que pour la chaîne Granada, il apparaît dans des séries comme Crown Court et Inheritance.
C'est principalement grâce à son interprétation en 1984 du docteur John Watson pendant la première saison de la série Sherlock Holmes aux côtés de Jeremy Brett, produite par Granada, que Burke est reconnu par le grand public et largement salué par la critique. L'interprétation élégante et vigoureuse qu'il donne au personnage du compagnon de Holmes modifie en effet profondément l'image publique bien ancrée de Watson, représenté jusque-là comme un personnage plutôt maladroit et comique.
Il quitte néanmoins la série après avoir reçu une invitation à rejoindre la Royal Shakespeare Company avec son épouse, l'actrice Anna Calder-Marshall, avec laquelle il a un fils, Tom Burke, né en 1981. Il est remplacé par Edward Hardwicke, qu'il recommande à la production, au début de la 2e saison. Au théâtre, Burke intreprète entre autres le rôle de Niels Bohr dans Copenhague de Michael Frayn.

## Filmographie partielle

### Cinéma
- 1964 : Saturday Night Out : le manager
- 2010 : Love and Distrust  (partie 1 The Summer House, de Daisy Gili) : Freddie
- 2012 : La Dame en noir, de James Watkins : PC Collins
- 2016 : The Young Messiah, de Cyrus Nowrasteh : le rabbin aveugle

### Télévision
- 1963 : Chapeau melon et botte de cuir : (saison 3, épisode 5 : Mort d'un ordonnance): John Wrightson
- 1963–1966 : Coronation Street (5 épisodes) : John Benjamin / maître d'école
- 1963–1969 : Z-Cars (5 épisodes) : Ernie Franks / Dannyboy / Johnny Oulton
- 1964 : The Indian Tales of Rudyard Kipling : (saison 2) : Soldat Terence Mulvaney
- 1965 : Sherlock Holmes (1 épisodes : The Beryl Coronet) : Sir George Burnwell
- 1966 : A Game of Murder (6 épisodes) : Inspecteur Ed Royce
- 1967 : Inheritance (5 épisodes) : Henry Morcar
- 1968 : Dr. Finlay's Casebook (1 épisode) : Dr Rawlings
- 1970 : The Woodlanders (4 épisodes) : Giles Winterborne
- 1971 : The Guardians (8 épisodes) : Dr Frank Benedict
- 1975 : The Love School (4 épisodes): William Morris
- 1975 : Rooms (2 épisodes) : Alan
- 1975–1979 : Crown Court (10 épisodes) : Peter Gavin / Ralph Gibbs / Dr. Anthony Boyde
- 1977 : Esther Waters (2 épisodes) : Fred Parsons
- 1983 : Reilly, Ace of Spies (2 épisodes) : Joseph Stalin
- 1984-1985 : Sherlock Holmes (saisons 1 et 2, 13 épisodes) : Dr Watson
- 1993–2002 : Casualty (2 épisodes) : James / Ron Fisher
- 1995 : Hercule Poirot (saison 6, épisode 2 : Pension Vanilos) : Sir Arthur Stanley
- 1998 : The Bill (2 épisodes) : Chef surintendant Golding
- 2002 : Bertie and Elizabeth (téléfilm) : Lord Reith
- 2002 : Meurtres en sommeil (2 épisodes) : Philip Bryant
- 2003 : Doctors (1 épisode) : Martin Shepley
- 2004 : Meurtres à l'anglaise (2 épisodes) : Detective Superintendent Webberley
- 2005 : The Afternoon Play  (1 épisode) : Juge
- 2005 : A View from a Hill  (téléfilm) : Patten
- 2005 : Inspecteurs associés  (2 épisodes) : Paul Boddison
- 2005 : MI-5 (2 épisodes) : Père de Fiona Carter
- 2005 : Inspecteur Barnaby (saison 8, épisode 8 : Rhapsodie macabre : John « Hedge » Farrow
- 2006 : Number 13  (téléfilm) : Gunton, propriétaire de l'hôtel
- 2007 : Holby City (1 épisode) : Bernie Moore
- 2014 : The Musketeers (saison 1, épisode 6 : The Exiles) : Père Duval
- 2015 : Harry Price: Ghost Hunter  (téléfilm) : Leonard Thornton
- 2016 : Inspecteur Barnaby (saison 19, épisode 1 : Le village fantôme) : Fred Messenger
- 2016 : Heartbeat (épisodes 3 et 6)

### Documentaires
- 1995 : Sherlock Holmes : The Great Detective de Peter Swain : Dr Watson [voir en ligne sur Youtube]
- 2007 : The Shackles of Sherlock de Paul Griffin : Présentateur [voir en ligne sur Youtube]